# USS Delaware (BB-28)
El USS Delaware (BB-28) fue un acorazado tipo dreadnought, buque líder de su clase, de la Armada de los Estados Unidos. Su quilla fue colocada en el astillero de Newport News Shipbuilding en noviembre de 1907, fue botado en enero de 1909, y finalizado en abril de 1910. Fue la sexta embarcación en llevar ese nombre. Estaba armado con una batería principal de diez cañones de 305 mm, todos en la línea central, convirtiéndolo en el acorazado más poderoso del mundo al momento de su construcción. Fue también el primer acorazado de la armada capaz de navegar a máxima velocidad por 24 horas seguidas sin sufrir desajustes. 
Sirvió con la Flota del Atlántico a lo largo de su carrera. Durante la Primera Guerra Mundial, zarpó a Gran Bretaña para reforzar a la Gran Flota británica, en el 6.º Escuadrón de Batalla. Sin embargo, no vio acción durante la guerra, ya que tanto británicos como alemanes, evitaron la confrontación directa entre sí. Después del final de la guerra, regresó a sus tareas de tiempos de paz de maniobras con la flota, cruceros para guardamarinas, y visitas de buena voluntad a puertos extranjeros. Bajo los términos del tratado naval de Washington, el Delaware fue mantenido hasta que el nuevo acorazado USS Colorado fue completado en 1924, momento en que fue desguazado de acuerdo al tratado. 

## Diseño

Planos del North Dakota, embarcación hermana del Delaware

Los dos acorazados de la clase Delaware fueron ordenados en respuesta al acorazado británico HMS Dreadnought, el primero con grandes cañones en entrar en servicio. Los dreadnoughts anteriores estadounidenses, los clase South Carolina, habían sido diseñados antes de que las características del HMS Dreadnought fueran conocidas. La armada decidió que otro par de acorazados debían ser construidos para contrarrestar la superioridad percibida del Dreadnought sobre los South Carolina, y así, el contraalmirante Washington Capps preparó el diseño para un navío con una batería principal de torretas para enfrentar a los diez cañones del Dreadnought. A diferencia de este último, los diez cañones del Delaware podían disparar por el costado. Al momento de su construcción, el Delaware fue el más grande y poderoso acorazado que se estaba construyendo en el mundo.
El Delaware tenía una eslora de 158 m, una manga de 26 m, y un calado de 8 m. Tenía un desplazamiento estándar de 20 380 toneladas largas, y de 22 400 a máxima capacidad. Su proa era un ejemplo temprano de proa tipo bulbo. Tenía una tripulación de 933 oficiales y marinos.
Era impulsado por motores de vapor de triple expansión verticales de dos ejes con una potencia de 25 000 caballos de fuerza (18 642 kW). El vapor era generado por catorce calderas Babcock & Wilcox de carbón que generaban una velocidad máxima de 21 nudos (39 km/h). Tenía una autonomía de crucero de 6000 millas náuticas (11 000 km) a una velocidad de 10 nudos (19 km/h). Debido a que sus rodamientos de motor estaban equipados con lubricación forzada en lugar de un sistema de alimentación por gravedad, fue el primer acorazado estadounidense capaz de navegar a máxima velocidad por 24 horas sin necesidad alguna de reparaciones en el motor.
Estaba armado con una batería principal de diez cañones calibre 305 mm/45 serie 5 en cuatro torretas dobles serie 7 en la línea central, de las cuales dos estaban colocadas en dos pares de súperfuego hacia adelante. Las otras tres torretas estaban colocadas detrás de la superestructura. La batería secundaria consistía en catorce cañones calibre 127 mm/50 serie 6 montados en pedestales series 9 y 12 en casamatas a lo largo del casco. Como estándar en los buques capitales de ese período, contaba con dos tubos lanzatorpedos de 533 mm sumergidos a los costados del casco.
Su cinturón blindado era de 279 mm de grosor, mientras que la cubierta blindada tenía de 51 mm de grosor. Las torretas tenían costados de 305 mm de grosor, y la torre de mando tenía costados de 292 mm de grosor.

## Historial de servicio

### Primeros años

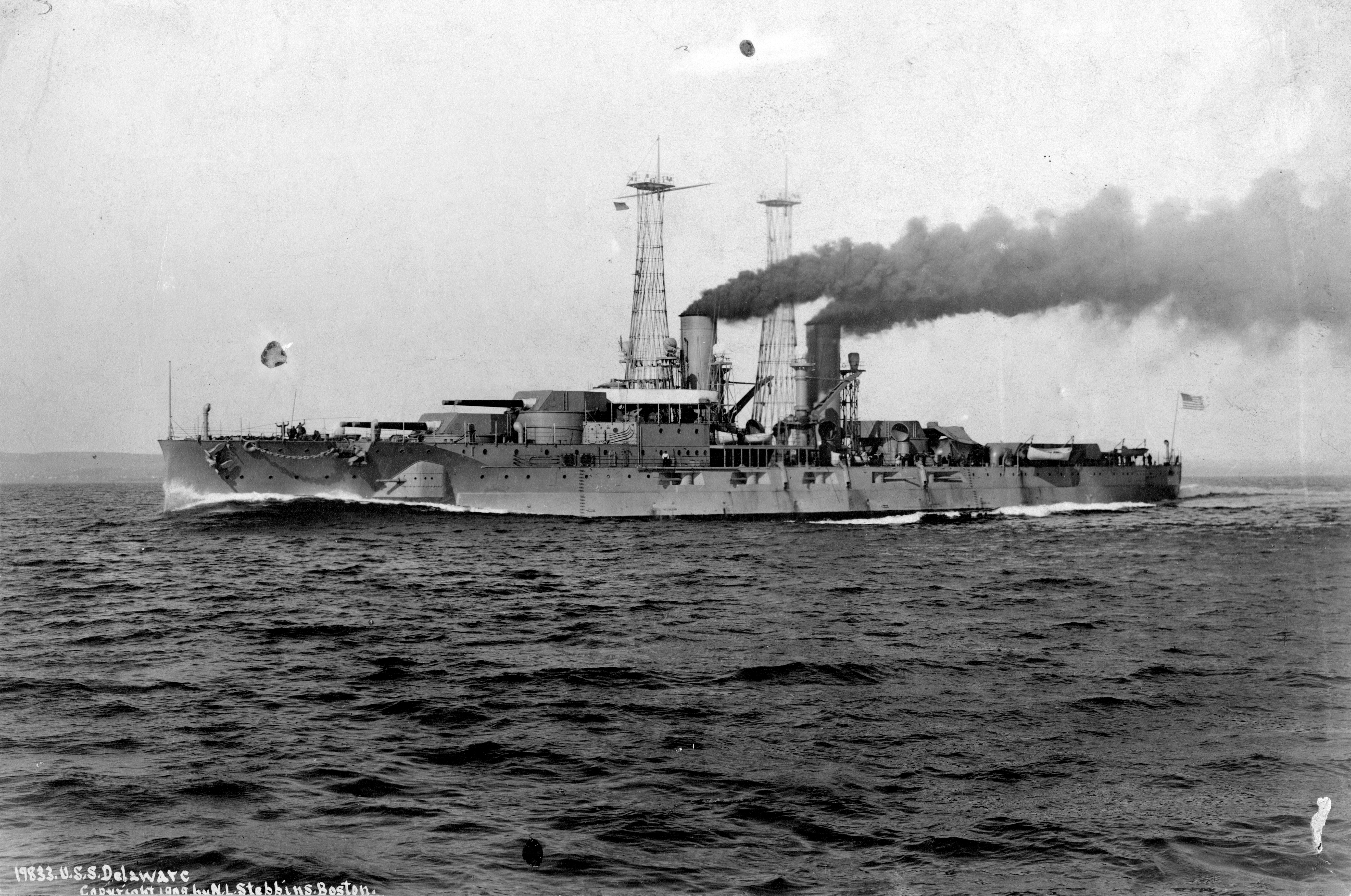
El Delaware en pruebas de velocidad antes de ser completado

La quilla del USS Delaware fue colocada en el astillero Newport News Shipbuilding, en Virginia, el 11 de noviembre de 1907, y fue botado el 6 de enero de 1909. Después de finalizado el trabajo de acondicionamiento, la embarcación fue puesta en servicio con la flota el 4 de abril de 1910. El 3 de octubre zarpó a Wilmington, Delaware. Regresó a Hampton Roads el día 9 y permaneció ahí hasta que partió para unirse a la 1ª División de la Flota del Atlántico, el 1 de noviembre. Junto con el resto de la División, visitó Inglaterra y Francia, y realizó maniobras en la costa de Cuba, en enero de 1911.
El 17 de enero, una explosión en una caldera a bordo de la embarcación, mató a ocho hombres y causó graves quemaduras en otros más. El 31 de enero, transportó los restos de Aníbal Cruz, embajador chileno en los Estados Unidos, de regreso a Chile. Navegó por Río de Janeiro, Brasil, rodeó por Cabo de Hornos, y enfiló a Punta Arenas, Chile. Regresó a la ciudad de Nueva York el 5 de mayo, y de ahí partió a Portsmouth, Inglaterra el 4 de junio para participar en la flota de la coronación del rey Jorge V.
A lo largo de los cinco años siguientes, el Delaware participó en rutinas de tiempos de paz con la flota y maniobras de escuadrón, simulacros de artillería, y prácticas de torpedos con la Flota del Atlántico. Durante los meses de verano, realizó cruceros de entrenamiento para los guardamarinas de la academia de la armada. Estuvo presente en la revista naval del 14 de octubre de 1912, realizada por el presidente William Taft, y el Secretario de Marina, George von Lengerke Meyer. En 1913, realizó una visita de buena voluntad a Villefranche-sur-Mer, Francia, junto con los acorazados Wyoming y Utah. Participó en la Intervención estadounidense en México durante la Revolución Mexicana, para proteger los intereses estadounidenses en la región.

### Primera Guerra Mundial

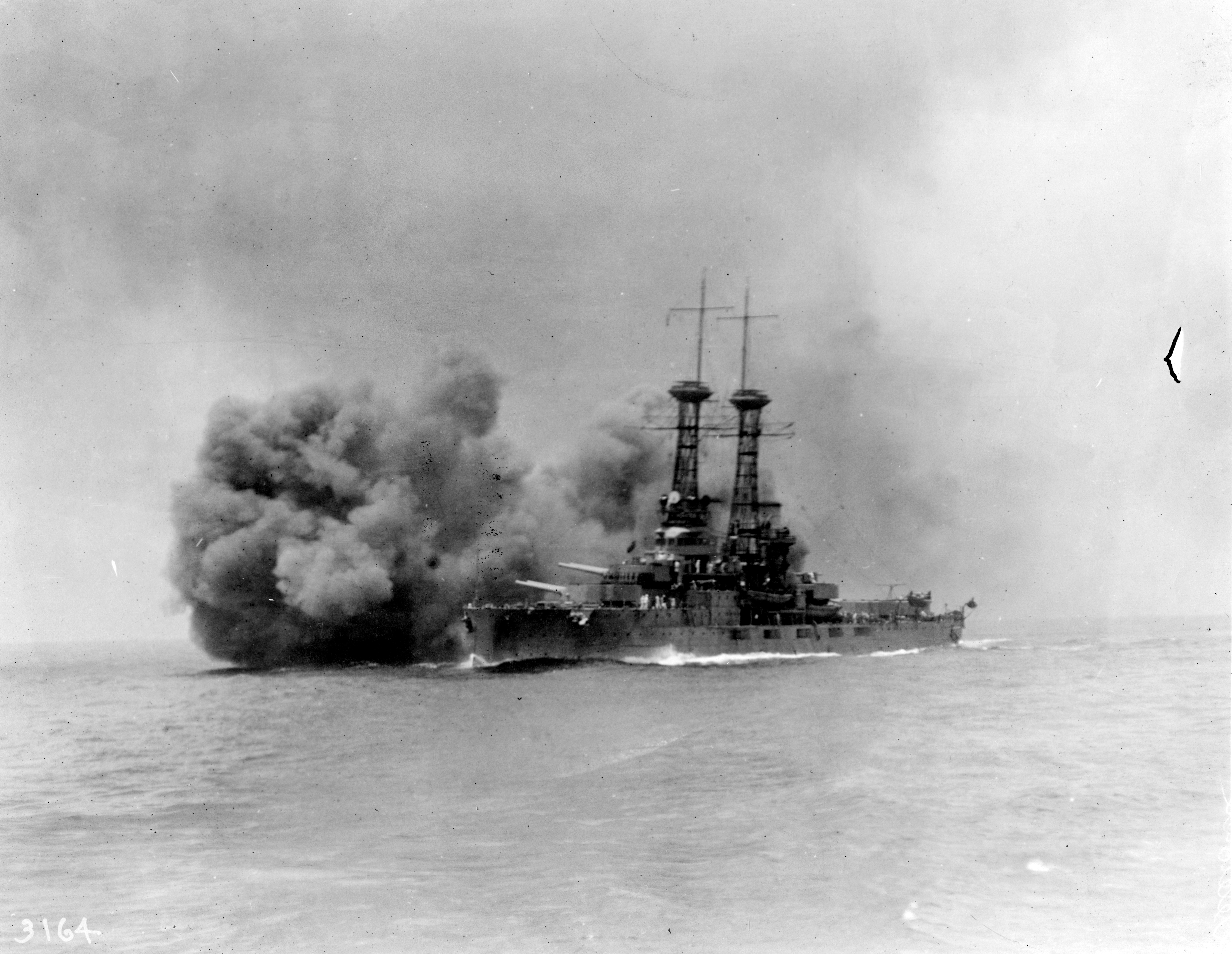
Delaware disparando su batería principal durante un simulacro de artillería, 1920

Tras la entrada de los Estados Unidos en la Primera Guerra Mundial, el 6 de abril de 1917, el Delaware regresó a Hampton Roads para maniobras con la flota en el Caribe. Ahí, entrenó a nuevas tripulaciones de guardias armados y personal de sala de máquinas mientras la Flota del Atlántico se preparaba para ir a la guerra. El 25 de noviembre de 1917, zarpó con el resto de la 9ª División de Acorazados con destino a Gran Bretaña para reforzar a la Gran Flota en el Mar del Norte. Una vez en Scapa Flow, la división se unió a la Gran Flota como el 6.º Escuadrón de Batalla. Se le ordenó al escuadrón servir como «ala rápida» de la Gran Flota. El 14 de diciembre, el Delaware participó en maniobras conjuntas anglo-estadounidenses para practicar la coordinación de la flota Aliada.
A finales de 1917, los alemanes comenzaron a atacar los convoyes de suministros ingleses hacia Escandinavia; esto forzó a los ingleses a enviar escuadrones de la Gran Flota para escoltar a los convoyes. El 6 de febrero de 1918, el 6º Escuadrón de Batalla y ocho destructores británicos, escoltaron un convoy de barcos mercantes a Noruega. Mientras navegaban en la costa de Stavanger, el día 8, el Delaware fue atacado en dos ocasiones por un u-boot alemán, aunque las maniobras evasivas le permitieron escapar sin daños. El escuadrón regresó a Scapa Flow el 10 de febrero; el Delaware escoltó a dos convoyes más en marzo y abril. Del 22 al 24 de abril, la Flota de Altamar alemana partió para interceptar uno de los convoyes con la esperanza de cortar los suministros y destruir al escuadrón de acorazados escoltas. El Delaware, junto con el resto de la Gran Flota partieron de Scapa Flow el 24 de abril en un intento por interceptar a los alemanes, pero la Flota de Altamar ya había interrumpido la operación y había regresado a puerto.
Comenzando el 30 de junio, el 6º Escuadrón de Batalla y una división de destructores ingleses cubrieron a un grupo de minadores mientras desplegaban un campo de minas en el Mar del Norte; el trabajo duró hasta el 2 de julio. El rey Jorge V inspeccionó a la Gran Flota, incluyendo al Delaware, en Rosyth. Después de eso, el Delaware fue relevado por el acorazado Arkansas. Cruzó el Atlántico, y arribó a Hampton Roads el 12 de agosto.

### Período posguerra

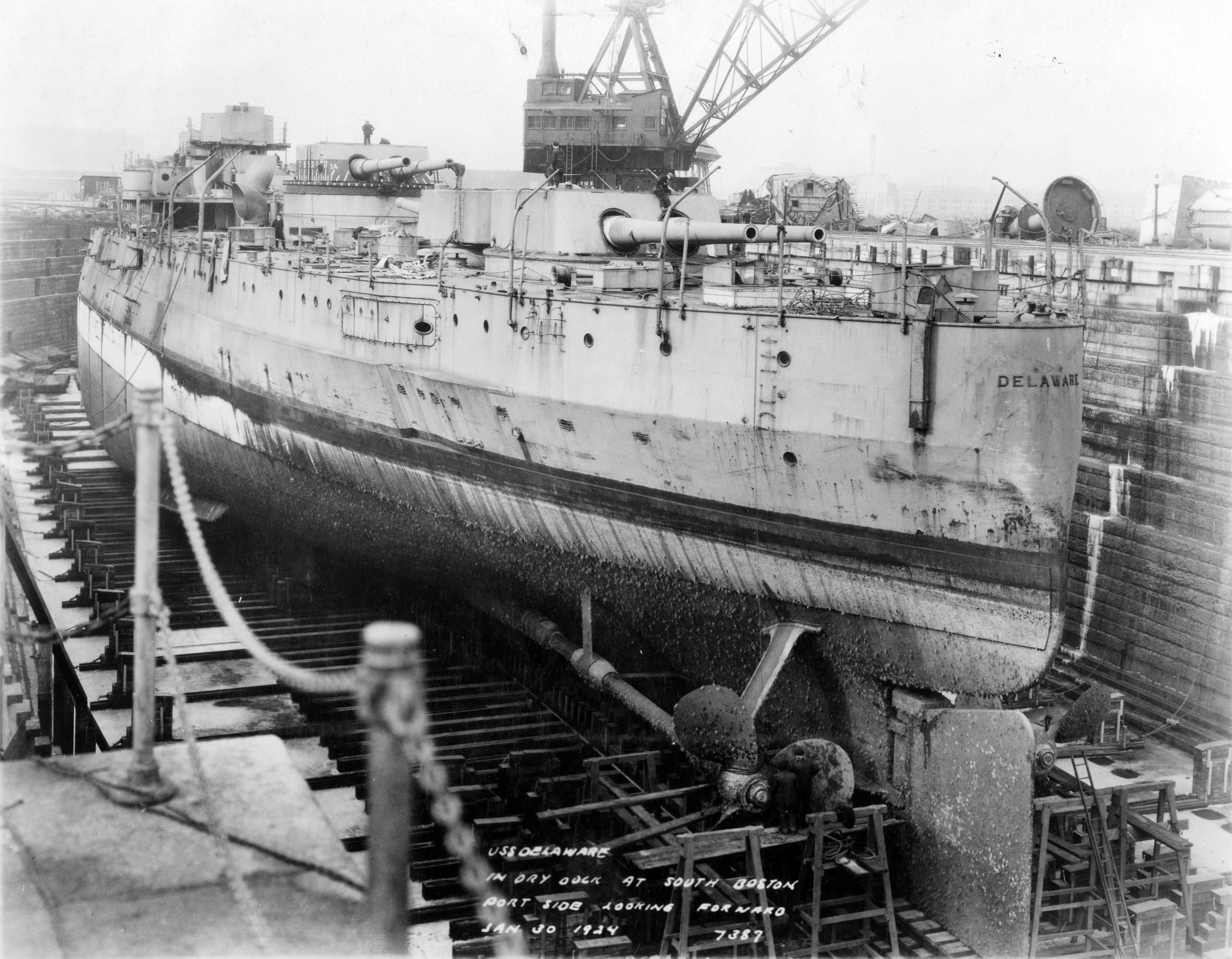
Desarme del Delaware, enero de 1924

Permaneció en el río York hasta el 12 de noviembre de 1918, un día después de que el armisticio con Alemania fue firmado, dando así fin a la Primera Guerra Mundial. Zarpó al astillero de Boston para una revisión. Se reunió con la flota el 11 de marzo de 1919 para maniobras de entrenamiento en la costa de Cuba. Regresó a Nueva York junto con su división el 14 de abril, donde le siguieron ejercicios adicionales con la flota. Estuvo presente en otra revista naval el 28 de abril de 1921 en Hampton Roads. Del 5 de junio al 31 de agosto de 1922, realizó un crucero de entrenamiento para guardamarinas en varios puertos del Caribe, además de Halifax y Nueva Escocia. Realizó otro crucero hacia Europa del 9 de julio al 29 de agosto de 1923, visitando Copenhague, Greenock, Cádiz y Gibraltar.
En los siguientes años después del final de la guerra, Estados Unidos, Reino Unido y Japón lanzaron enormes programas de construcción naval. Los tres países decidieron que no era aconsejable una nueva carrera armamentista naval, por lo que acordaron en la conferencia de Washington discutir limitaciones en el armamento, lo que derivó en el tratado naval de Washington, firmado en febrero de 1922. Bajo los términos del Artículo II del tratado, el Delaware, junto con su embarcación hermana North Dakota fueron desechados tan pronto como los nuevos acorazados Colorado y West Virginia, en ese momento en construcción, se unieron a la flota. Como consecuencia, el 30 de agosto de 1923, el Delaware entró en dique seco en el astillero de Norfolk; su tripulación fue transferida al recién puesto en servicio Colorado, e inició su proceso de eliminación. Fue transferido al astillero de Boston, donde fue dado de baja el 10 de noviembre y posteriormente desarmado. Fue vendido el 5 de febrero de 1924 y desguazado más tarde.